# عباس امانات
عباس امانات (بالفارسية: عباس امانت) مؤرخ أمريكي من أصل إيراني، مواليد 14 نوفمبر سنة 1947، وهو إيضاً باحث ومؤلف ومحرر وأستاذ جامعي. يعمل كأستاذ للتاريخ في جامعة ييل ومدير برنامج ييل للدراسات الإيرانية.

## سيرته
هو خريج مدرسة البرز الثانوية في طهران عام 1966. وحصل على درجة البكالوريوس في العلوم الاجتماعية من جامعة طهران عام 1971 ودكتوراه الفلسفة. كما حصل على درجة الدكتوراه من كلية الدراسات الشرقية بجامعة أكسفورد عام 1981.

## من مؤلفاته
- القيامة والتجديد: تكوين حركة بابي في إيران ، ١٨٤٤-١٨٥٠.[4]
- محور الكون: ناصر الدين شاه والنظام الملكي الإيراني ، 1831-1896
- إيران: تاريخ حديث.
- العالم الفارسي: إعادة التفكير في مساحة مشترك.